# Trenchcoat Man
«Trenchcoat Man» es una canción publicada como sencillo por el proyecto musical alemán de breve vida Fabrique.  

## Formación del grupo
Fabrique estaba formado por Uwe Gronau (teclados) y Michael Höing (teclados, bajo y letrista). Éstos, al llegar con la canción «Trenchcoat Man» a un acuerdo en las negociaciones con la discográfica Ariola, admitieron en el proyecto musical a un tercer miembro y buen amigo de ellos llamado Ansgar Üffink (batería). El grupo solo llegó a editar dos discos sencillos en su breve carrera musical, «Trenchcoat Man» y «Birds Cry», debido al escaso éxito que sus discos obtuvieron en las ventas.

## Historia de la canción
«Trenchcoat Man» fue compuesta principalmente por Uwe Gronau en su música y Michael Höing en su letra. Ésta estaba escrita en sus versos en tres idiomas respectivos diferentes: alemán, inglés y francés. También recibieron Hubert Kemmler y Mats Björklund acreditación por su contribución con el intro de piano en la canción.
El vocalista principal fue Uwe Gronau, con acompañamiento vocal de la cantante Amy Goff y el propio productor Hubert Kemmler.
Al no tener la composición éxito en las listas musicales, se le fue ofrecida por su productor Hubert Kemmler (líder de la banda alemana Hubert Kah) a Michael Cretu, productor de los discos de la cantante alemana Sandra. La letra de la canción se volvió a escribir con el título de «Secret Land». En la versión ajustada al estilo musical de Sandra, la canción logró subir al número 7 de la lista musical alemana. También logró escalar al top 10 y al top 20 de las listas musicales de otros países. 

### Sencillo
- Sencillo 7"

A: «Trenchcoat Man» - 3:56
B: «Yesterday Love» * - 3:37
- Sencillo 12"

A: «Trenchcoat Man» - 6:35
B1: «Yesterday Love» * - 3:37
B2: «Trenchcoat Man» - 3:56
(*) Escrita por Uwe Gronau

### Créditos
- Vocalista: Uwe Gronau
- Vocalistas adicionales: Hubert Kah y Amy Goff
- Teclados y programación de batería: Mats Björklund, Uwe Gronau
- Productor: Hubert Kemmler

Fuente: Discogs